# Hedysarum alaicum
Hedysarum alaicum är en ärtväxtart som beskrevs av Boris Fedtjenko. Hedysarum alaicum ingår i släktet buskväpplingar, och familjen ärtväxter. Inga underarter finns listade i Catalogue of Life.